# Fellogeno

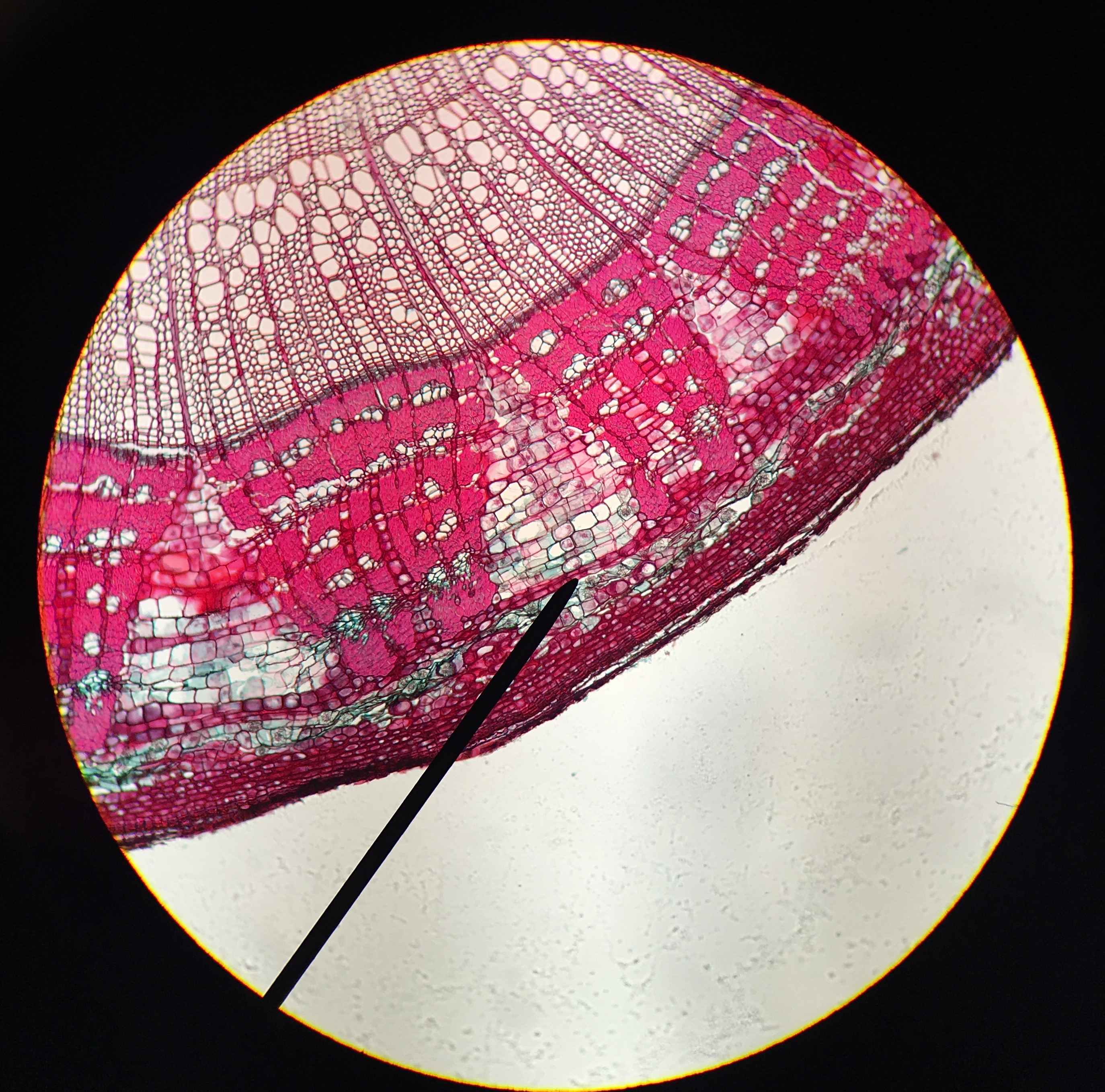
Sezione trasversale di un fusto di tiglio (vetrino colorato e osservato al microscopio ottico): la linea mostra il fellogeno.

Il fellogeno (dal greco  phellos, « sughero», e génesis, « creazione») o cambio subero-fellodermico,  detto anche cambio del sughero, è un meristema secondario che si trova nel fusto e nelle radici delle piante legnose (gimnosperme e angiosperme legnose).
è uno dei molti tessuti vegetali che formano la corteccia degli alberi.
Il fellogeno è un tessuto meristematico di tipo secondario: ovvero si forma da cellule adulte e già differenziate che de-differenziano e riprendono a dividersi, generando cellule figlie assai diverse dalle parentali.
La divisione molto attiva delle cellule del fellogeno forma due tessuti di rivestimento:  sughero verso l'esterno dell'organo e felloderma verso l'interno; tali tessuti formano quello che noi intendiamo come corteccia di un albero (la cui corretta denominazione è periderma). L'insieme di  sughero- fellogeno e  felloderma è quindi chiamata periderma e viene prodotto dalle specie legnose in crescita quando l'epidermide (che nei vegetali è un tessuto molto sottile formato da un singolo strato di cellule) si lacera e viene così sostituita.
Il fellogeno non è presente nelle Monocotiledoni.
Il sughero in quanto isolante, impedisce gli scambi con l'esterno e provoca la morte di tutti i tessuti esterni ad esso. Il sughero, il fellogeno e il felloderma formano il periderma.
Il fellogeno si forma diverse volte durante la vita di una pianta: può originare sia dal parenchima corticale sia dal libro.
Nelle regioni a clima stagionale l'attività del fellogeno cessa durante il periodo invernale. Con l'arrivo della bella stagione viene formato un nuovo anello all'interno di quello già esistente, ormai morto.